# Arvo Ahti
Arvo Ahti, född 3 juli 1891 i Helsingfors, död 1939, var en finländsk skådespelare.
Redan 1914 var Ahti skådespelare vid teatern Kansan näyttämö i Helsingfors och var en tid lärling vid Finlands nationalteater. Där träffade han sin blivande hustru, skådespelaren Anni Himanka. Makarna fick fyra barn. Under flera år på 1920-talet var Ahti verksam som skådespelare vid teatern i Åbo, senare ombildad till Åbo stadsteater. Bland hans kollegor där märks Jalmari Rinne och Litja Ilmari. Ahti var även en ledande personlighet inom nykterhetsförbundet Taimi, där ett stort antal skådespelare var aktiva.
Som skådespelare deltog Ahti i filmerna Säg det på finska 1931 och Laivan kannella 1938.